# Урочище «Липне»
Урочище «Липне» — ботанічний заказник місцевого значення в Україні. Створений рішенням Рівненської облвиконкому №343 від 22.11.1983 р. з метою збереження болотного масиву з наявною рідкісної рослинності. Розташований на північ с.Липне на землях запасу Красносільської сільської ради. Площа - 40,0 га.